# Gran Oriente Español

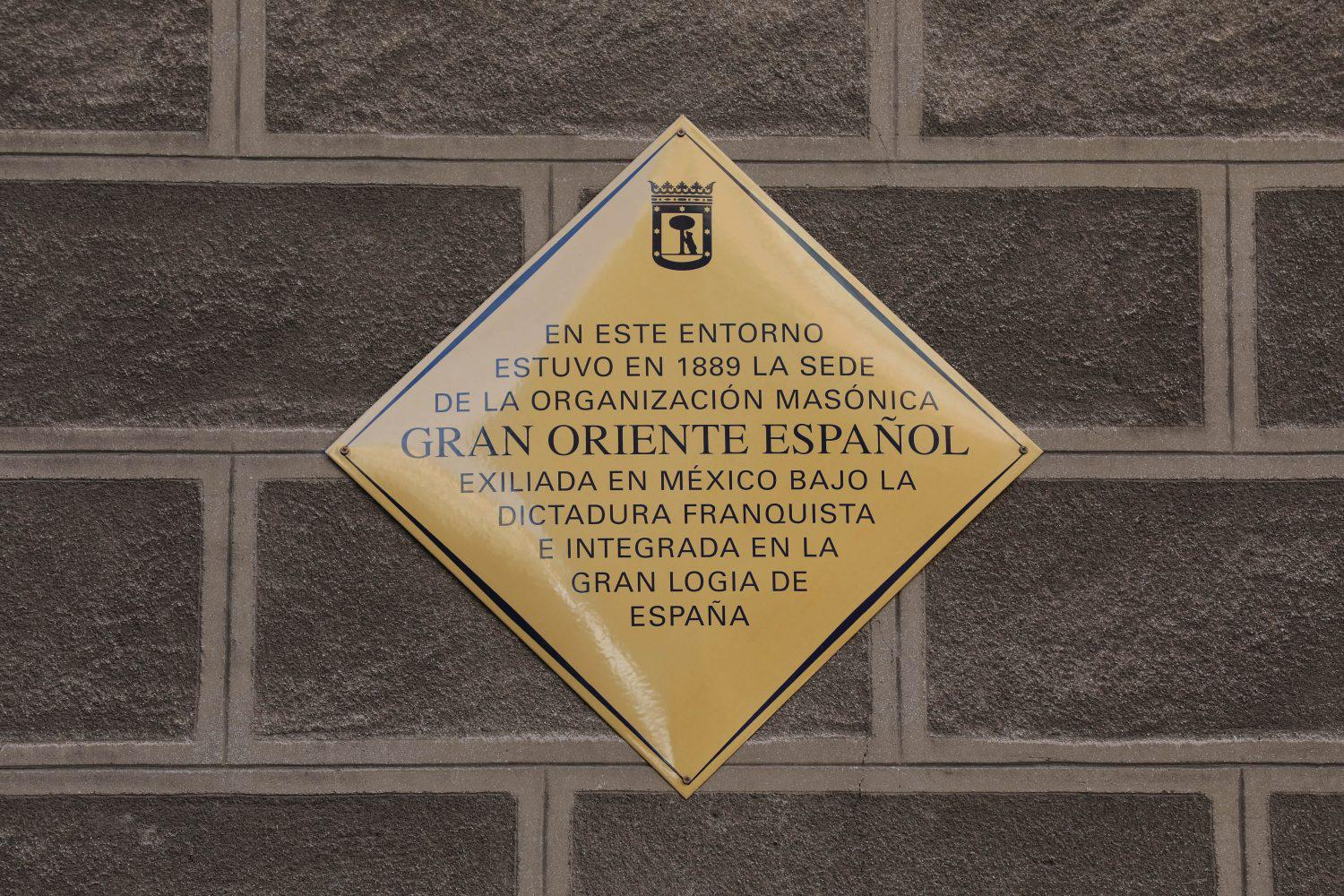
Placa conmemorativa al Grande Oriente Español dedicada por el Ayuntamiento de Madrid

Gran Oriente Español o Grande Oriente Español es una obediencia histórica de logias masónicas en España.
En la ciudad de Caracas, Venezuela se fundó la logia Libertad Española inicialmente jurisdiccionales al Gran Oriente Español en el exilio, en 1945, posteriormente en 1947 decidieron afiliarse a la Gran Logia de la República de Venezuela, y aún hoy en 2023 está activa con el mismo nombre.

## Historia
El Gran Oriente Español fue fundado en septiembre de 1889 por Miguel Morayta Sagrario, tras unir el Gran Oriente de España (GOdE) y el Gran Oriente Nacional de España (GONE). Miguel Morayta fue proclamado como primer Gran Maestre. 
En 1890 el Gran Oriente Español contaba con 120 logias. En 1914 se fusionaron el GOE y la Gran Logia Regional Simbólica Catalana Balear. El acuerdo al que llegaron las dos Cúpulas facultaba a la obediencia catalana para otorgar certificados de los tres primeros grados, los llamados simbólicos, los restantes, del 4º al 33.º seguían bajo control del GOE. El acuerdo produjo un conflicto interno entre los grados simbólicos; partidarios de ir hacia una nueva organización federalista y, el filosofismo de los masones de los grados 18 a 33; favorable a mantener íntegros los tradicionales mecanismos institucionales de control centralista. Finalmente se impuso la masonería simbólica y en octubre de 1922 la Asamblea Nacional del GOE aprobó una organización federalizada para el simbolismo, proponiendo la independencia de las logias simbólicas respecto al Supremo Consejo del Grado 33.º. 
El GOE estaba dividido en seis Grandes Logias Regionales: la Gran Logia Regional del Centro, con sede en Madrid, extendía su influencia a Valladolid, Guadalajara, Bilbao, Irún, Vitoria, Cuenca y Segovia; la Gran Logia del Noroeste con sede en Gijón, abarcaba las provincia de Oviedo, León, Lugo, La Coruña, Orense , Pontevedra, y Santander; la Gran Logia de Levante extendía su competencia por Alicante y Valencia; la Gran logia de Mediodía con capitalidad en Sevilla, comprendía las provincias de Jaén, Cádiz, Córdoba, Almería, Huelva, Málaga, Granada y Badajoz; la Gran Logia del Sudeste de España ejercía su jurisdicción en Cartagena y Albacete; la Gran Logia del Nordeste comprendía Barcelona y Lérida. A estas logias peninsulares habría que añadir las llamadas Logias del Mar o Flotantes.
Las Grandes Logias Regionales además de la expedición de títulos de los tres primeros grados: Aprendiz, Compañero y Maestro Mason, hacia labores de inspección y emitía las cartas constitutivas de las nuevos talleres abiertos en su jurisdicción. Para autorizar la constitución de un triángulo los estatutos del GOE exigían un mínimo de tres hermanos; al menos uno debería tener el Grado de Maestro.
Algunas logias, descontentas con la organización federal del GOE, fundan una nueva Obediencia: la Gran Logia Española. El crecimiento del GOE, entre 1925 y 1931, fue espectacular, antes de la llegada de la República sus talleres habían aumentado hasta 89 y el número de afiliados alcanzó los 1981. La GLE, en cambio, únicamente contaba con 38 talleres abiertos y 987 miembros. Las relaciones entre las dos grandes cúpulas masónicas del momento no fueron fáciles. Durante la II República se produce un contencioso interno entre las dos Obediencias. El origen del enfrentamiento hay que situarlo en 1930, cuando 13 talleres de la GLE se pasan al GOE. Como respuesta el GLE decretó en septiembre de 1931 la suspensión de relaciones, de intercambio de informaciones y visitadores con el GOE.
Tras el triunfo del bando franquista en la guerra civil española, el Gran Oriente Español pasó al exilio en México, donde fueron recibidos los masones españoles por el presidente mexicano Lázaro Cárdenas, también masón. Del exilio en México sobrevive la logia "Luz Hispánica", hoy integrada a la Gran Logia Valle de México.
Una vez restablecida la democracia en España, la sentencia del Tribunal Supremo número 47.103 de 1979 obligó al Gobierno a inscribir al Grande Oriente Español como asociación legal en los Registros del Ministerio del Interior con el número 32.886
El 31 de marzo de 2001, por acuerdo adoptado por la unanimidad de los miembros de su Gran Asamblea General Extraordinaria, quedó unido a la Gran Logia de España.

## Logias que pertenecieron al Gran Oriente Español
- Logia Alona de Alicante
- Logia Constante Alona de Alicante
- Logia Paz y Amor de Almansa
- Logia Vigilancia de Murcia
- Logia Añaza de Tenerife (propietaria del Templo Masónico de Santa Cruz de Tenerife)
- Logia Blasco Ibáñez de Valencia
- Logia Federación Levantina de Valencia
- Logia Vicus de Vigo
- Logia Altuna
- Logia Igualdad n.º 53 de San Fernando, Cádiz
- Logia Liberación nº 47 de Málaga

En la ciudad de Caracas, Venezuela se fundó la logia Libertad Española inicialmente jurisdiccionales al Gran Oriente Español en el exilio, en 1945, posteriormente en 1947 decidieron afiliarse a la Gran Logia de la República de Venezuela, y aún hoy en 2023 está activa con el mismo nombre.

## Grandes Maestres
A lo largo de la historia ha tenido como Gran Maestre a los masones:
- 1889 - 1901: Miguel Morayta y Sagrario.
- 1901 - 1904: Emilio Menéndez Pallarés.
- 1904 - 1906: José Marenco Gualter.
- 1906 - 1917: Miguel Morayta Sagrario.
- Antonio López de Villar (interino).
- José Lescura Borrás (interino).
- 1917 - 1921: Luis Simarro Lacabra.
- 1921 - 1922: Augusto Barcia Trelles.
- 1922 - 1923: Enrique Gras Morillo.
- 1923 - 1924: José Lescura Borrás.
- 1924 - 1925: José María Rodríguez Rodríguez.
- 1926 - 1929: Demófilo de Buen Lozano.
- 1929 - 1934: Diego Martínez Barrio.
- Fermín de Zayas Molina (interino).
- 1935 - 1938: Ángel Rizo Bayona.